# Lad
Lad es un pueblo ubicado en el distrito de Barcs, en el condado de Somogy, Hungría.

## Superficie
Posee una superficie de 22,35 kilómetros cuadrados.

## Demografía
Hasta 2019 la población era de 531 habitantes, con una densidad de población de 23,76 habitantes por kilómetro cuadrado.